# Hao Jingfang

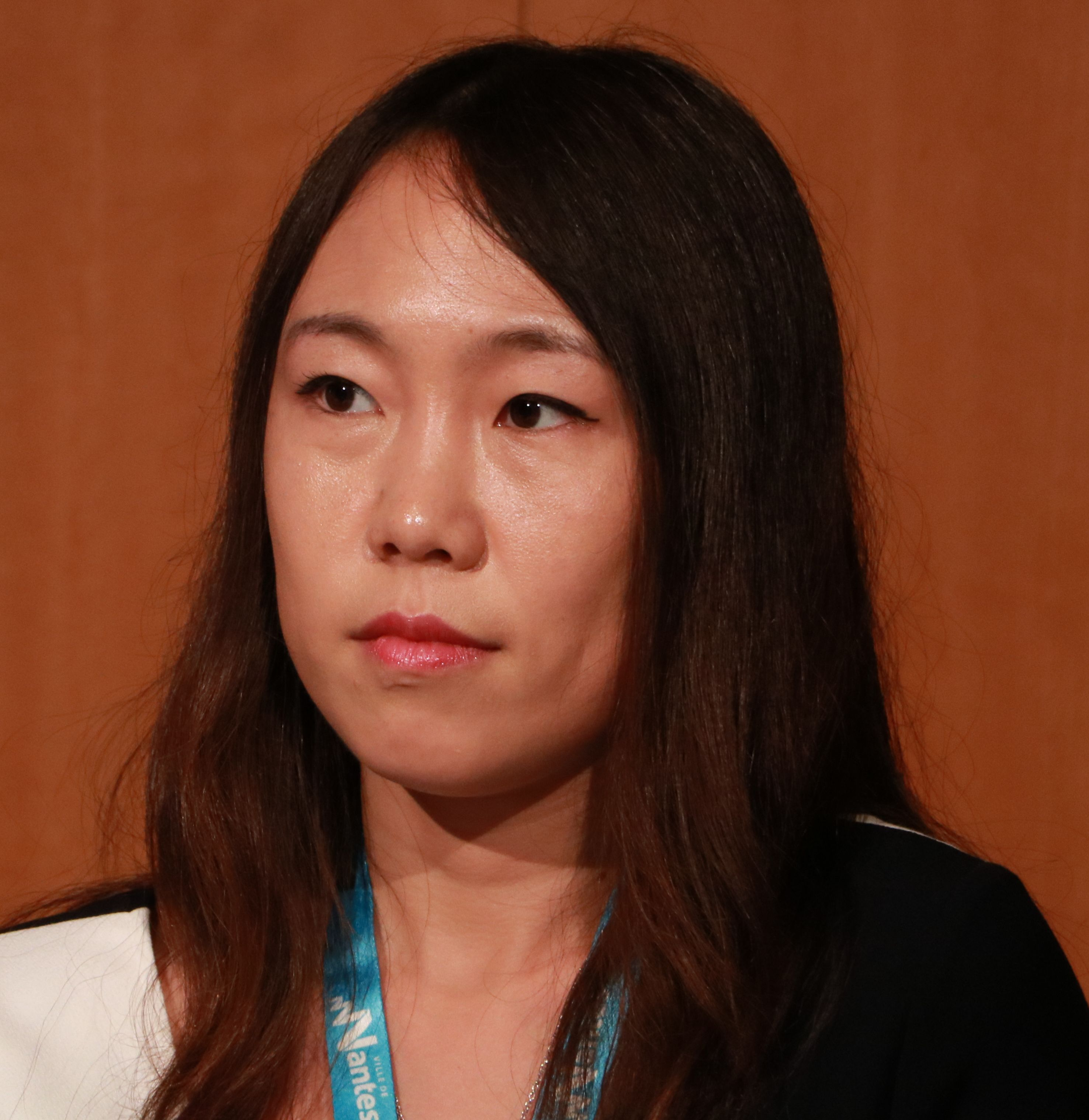
Hao Jingfang (2017)

Hao Jingfang (chinesisch 郝景芳, Pinyin Hǎo Jǐngfāng}; * 27. Juli 1984 in Tianjin) ist eine chinesische Science-Fiction-Autorin.

## Leben
Hao Jingfang studierte Physik an der Tsinghua-Universität und schloss daran einen Ph.D. in Wirtschaftswissenschaften an.
Seit 2006 schreibt Hao für Fachzeitschriften und arbeitet aktuell beim Thinktank China Development Research Foundation.
Sie ist verheiratet und hat zwei Kinder.

## Autorenschaft
Schon 2002 gewann Hao Jingfang in der Mittelschule ihren ersten Literaturpreis. 2016 erhielt sie für ihre Erzählung Peking falten den Hugo Award in der Kategorie "Best Novelette".

## Publikationen als Science-Fiction-Autorin
- Peking falten. Elsinor, Coesfeld 2017, ISBN 978-3-942788-38-0.
- Wandernde Himmel. Rowohlt, Reinbek bei Hamburg 2018, ISBN 978-3-499-27418-3.
- Der Neujahrszug (Kurzgeschichte), veröffentlicht unter dem Originaltitel 过年回家 (Pinyin guònián huí jiā 'Rückkehr an Neujahr') in „ELLE China“ im Januar 2017; auf Deutsch erschienen in der Anthologie Zerbrochene Sterne, ISBN 978-3-453-32058-1.
- Qiankun and Alex (chinesisch 乾坤和亞⼒ / 乾坤和亚⼒, Pinyin Qiánkūn hé yà lì), veröffentlicht 2017 in Mirror of Man; später erschienen in der Anthologie Sinopticon, ISBN 978-1-78108-852-4.
- Wo bist du? (Kurzgeschichte), veröffentlicht unter dem Originaltitel 你在哪儿 (Pinyin nǐ zài nǎ'er) in der Anthologie „Die andere Seite des Menschen“ (人之彼岸, Pinyin rén zhī bǐ'àn); auf Deutsch erschienen in der Anthologie Quantenträume, ISBN 978-3-453-31904-2.